# Robledillo de la Vera
Robledillo de la Vera – gmina w Hiszpanii, w prowincji Cáceres, w Estramadurze, o powierzchni 12,83 km². W 2011 roku gmina liczyła 318 mieszkańców.